# Сердолик
Сердоли́к, или карнео́л — минерал, красновато-розовая, жёлто-красная или оранжево-красная разновидность халцедона.
Полудрагоценный камень.

## Описание
Особенности окраски сердолика обусловлены составом и характером распределения примесей, в качестве главного хромофора выступает минерал гематит, находящийся в карнеоле в виде тонкодисперсных равномерно распылённых микрочастиц. Просвечивает в тонких сколах.
Близким родственником сердолика является минерал сард или сардер, представляющий собой сердолик, объединённый с агатом и с кварцем. Характерная черта сарда — ярко выраженные на красно-оранжевом фоне белые «волны», или полосы, которые объясняются присутствием агата. Иногда геммологи этот минерал называют «сардоникс».
Физико-химические свойства минерала совпадают со свойствами халцедона.

## Этимология
Название минерала связано с окраской камня (от лат. cornus — ягода кизила), а сердолик — от греческого названия этого камня (др.-греч. σαρδόνυξ). В Библии — сардис (др.-греч. σαρδιω) — Плиний Старший считал, что название было дано в честь города Сарды в Лидии , где он якобы был впервые обнаружен; но оно, вероятно, пришло с камнем из Персии.

## Месторождения
В Индии (Штат Гуджарат), в США (штат Монтана). Массив Карадаг в Крыму.
На Ямале (не добывается).
Из Индии поступают самые красивые сорта камня — после длительного пребывания на свету цвет с коричневатого переходит в густой оранжево-красный.

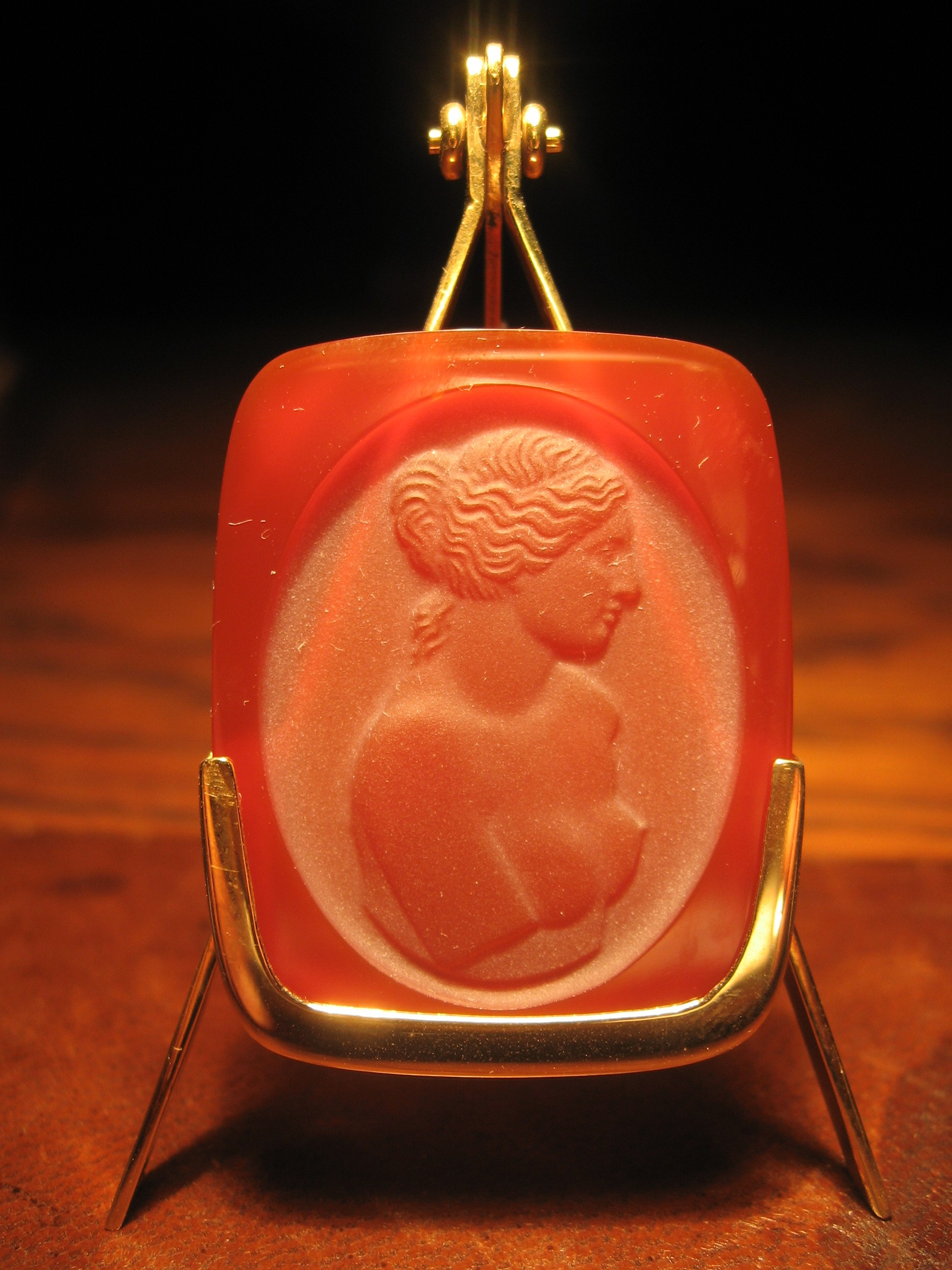
Камея из сердолика.

## Применение
Используется в изготовлении ювелирных изделий. Сравнительно недорогой поделочный камень, но некоторые разновидности, такие, как сардоникс, высоко ценятся как незаменимый традиционный материал для изготовления камей и иных резных ювелирных изделий из камня.

## Подделки и имитации
Значительная часть называемого карнеолом материала на современном рынке — приполированная халцедоновая галтовка и полосчатые агаты из Уругвая и Бразилии, которые подкрашены нитратом железа. Распознать имитацию зачастую бывает несложно, так как камни прокрашиваются после их обработки, как правило, только в поверхностном слое (на глубину до 1—2 мм), в чём можно визуально убедиться, расколов такой камень.

## История

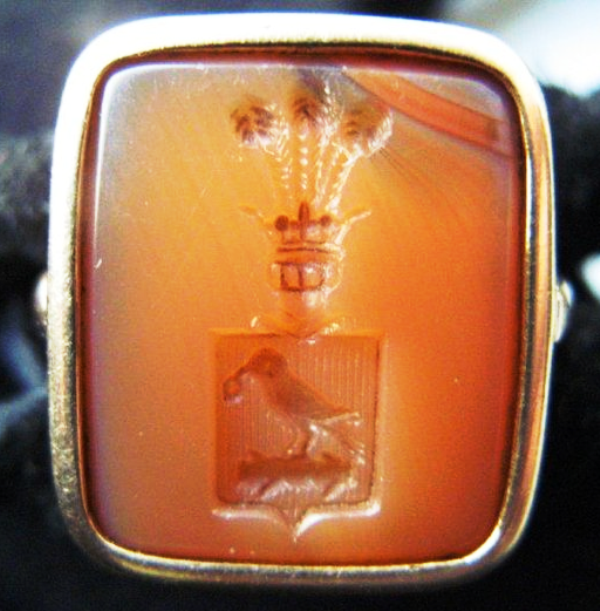
Перстень-печатка из сердолика с польским шляхетским гербом Корвин.

В Древнем Египте сердолик был камнем, посвященным богине Исиде, состоятельные египтяне носили застёжки из этого камня с символом богини, напоминающие по форме трёхлистный клевер, в знак того, что отдают себя под покровительство «матери богов».
В Античную эпоху сердолик был одним из основных материалов для создания камей и гемм. Начиная с эпохи Ренессанса, интерес к камеям неоднократно возникал снова, а в качестве материала для их изготовления снова нередко использовался сердолик. Позже европейское дворянство часто использовало сердолик как материал для перстней с фамильным гербом и перстней-печаток (иногда эти функции были совмещены).
Сердолик сыграл свою роль в истории русской литературы. Сердоликом был украшен перстень Пушкина, «персонаж» его стихотворения «Талисман». А в  начале XX века в Коктебеле, у подножия потухшего вулкана Карадаг на Восточном берегу Крыма, где море нередко выбрасывало на пляж сердолики, находилась дача поэта и художника Максимилиана Волошина, ставшая своего рода «литературным салоном». Один из сердоликов на коктебельском пляже был подобран Сергеем Эфроном и подарен поэту Марине Цветаевой. Этот камень стал её талисманом. Марина Цветаева всю жизнь хранила его в своей шкатулке, как одну из самых дорогих вещей. Этот камень сегодня хранится в доме-музее Цветаевой в Москве. 

## В литературе
Упоминается в романе Преступление и наказание
Сердолик, или сардоникс, присутствует в рассказе А. Куприна «Гемма» и является основой сюжета этого рассказа.
Стихотворение «Сердолик» Дж. Байрона.

## Галерея

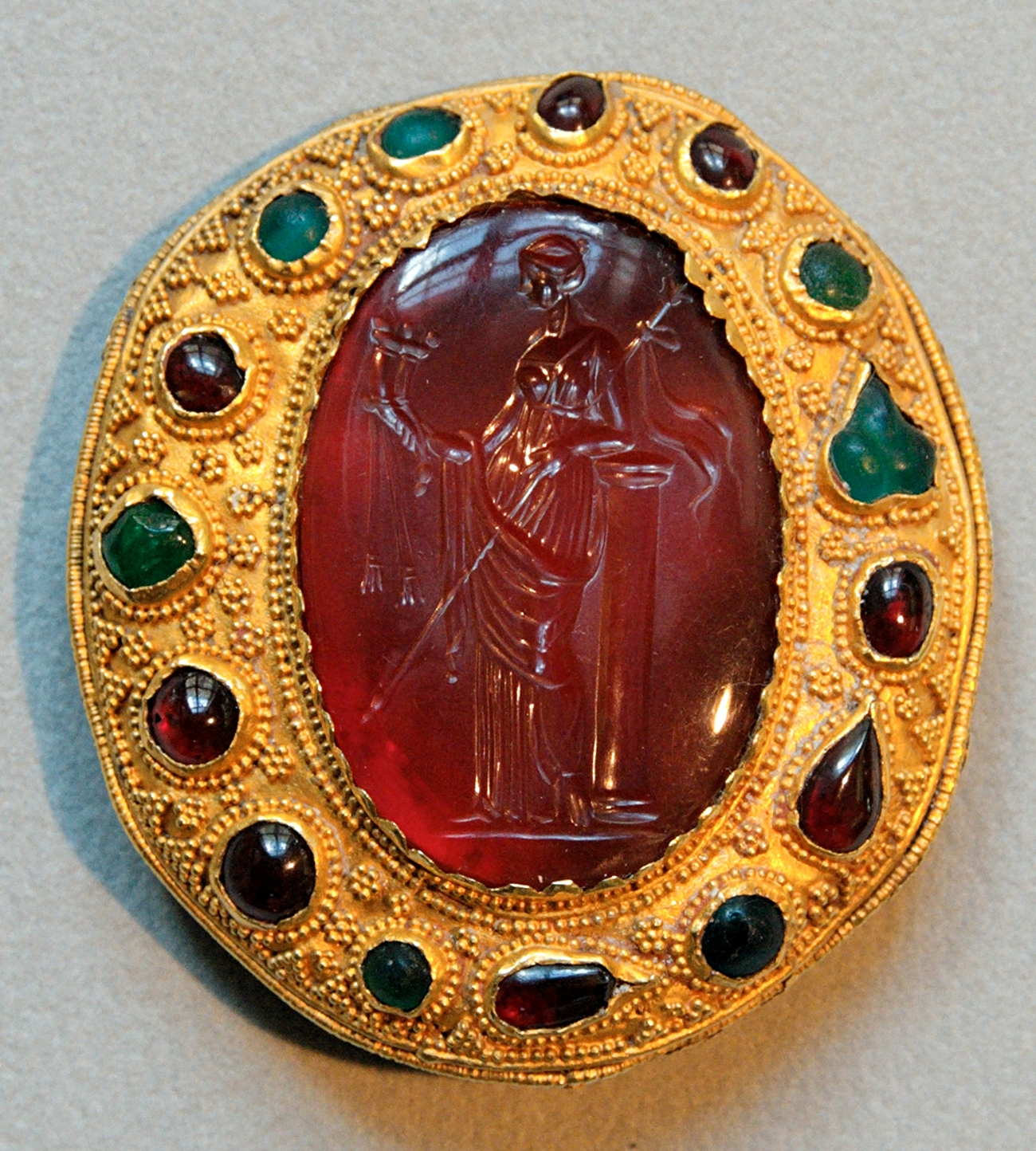
Гемма из сердолика эпохи Птолемеев. Кабинет медалей, Париж.
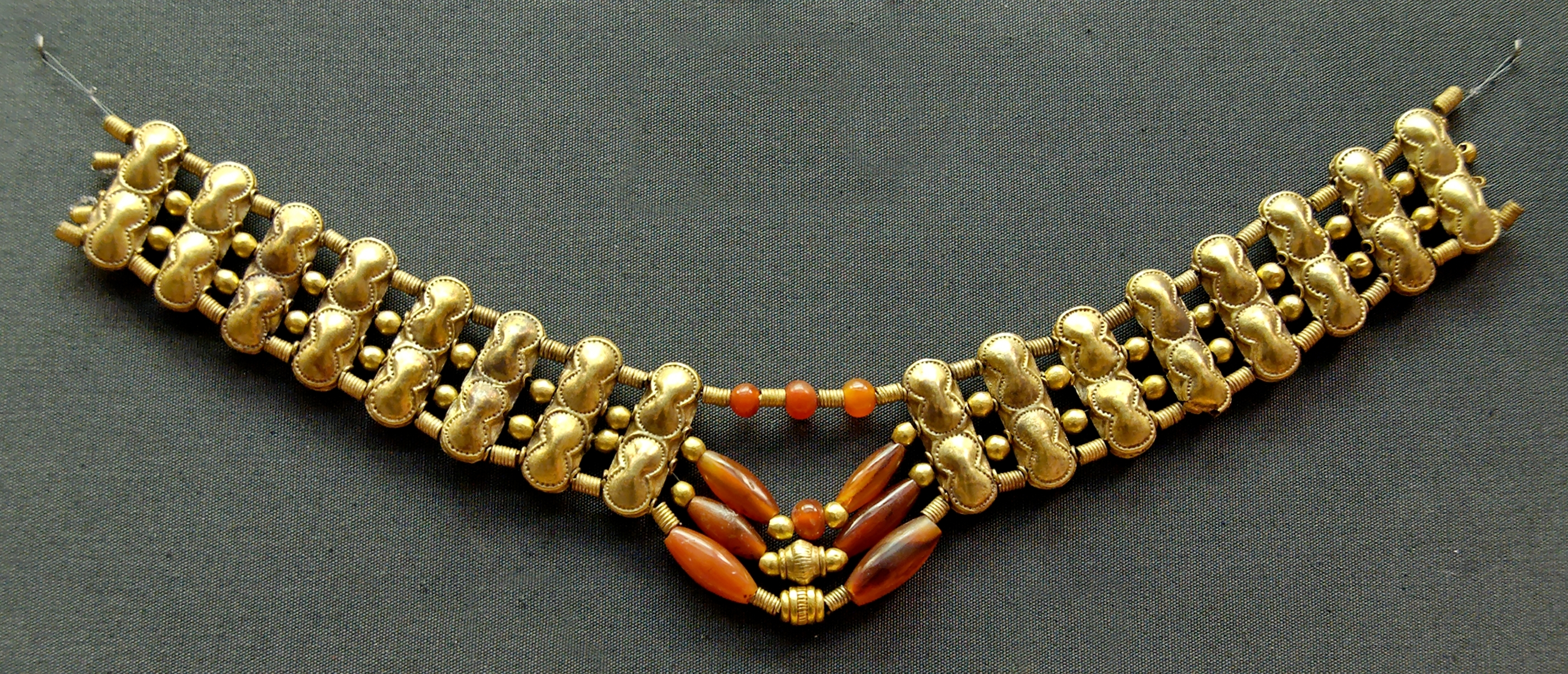
Старинное золотое колье с сердоликовыми бусинами ок. 1400—200 гг. до н. э. Найдено при археологических раскопках в  Энгоми, Кипр. Британский музей, Лондон.
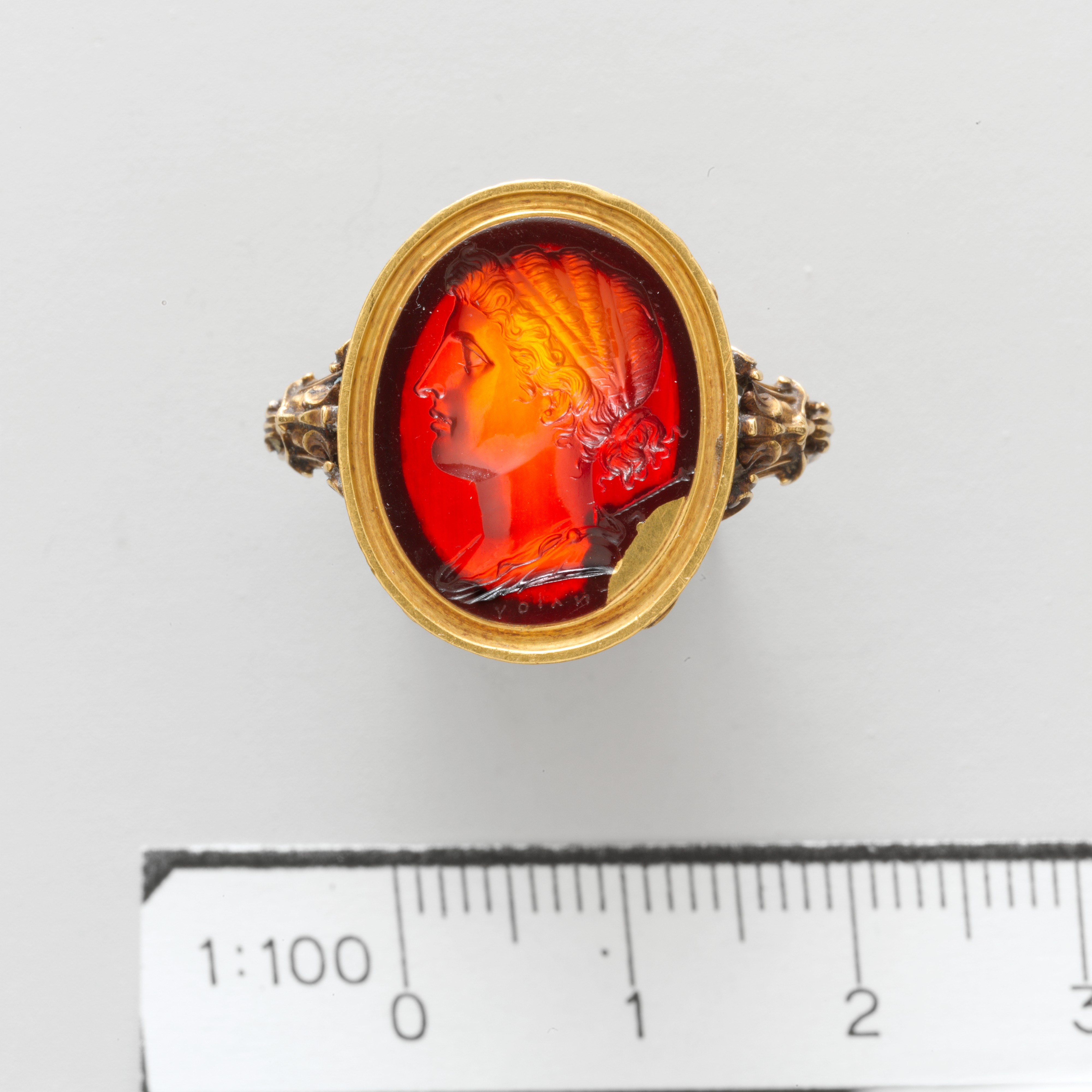
Камея из сердолика, вправленная в перстень.
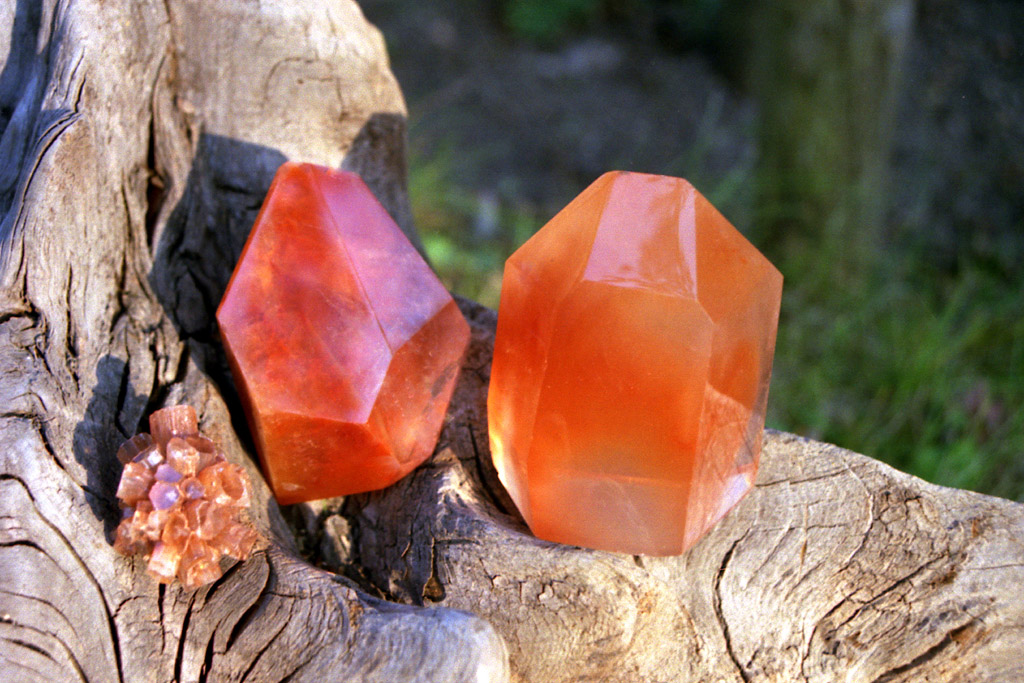
Кристаллы сердолика.